# Бойка (гірський масив)
Бойка (крим. Boyka) — гірський масив в Криму, відноситься до Головного пасма Кримських гір. Є столоподібним плато з кількома скелястими вершинами — г. Курушлюк-Бурун (1026 м), г. Бойка (1087), г. Караул-Кая (1134 м), г. Куш-Кая (1107 м), г. Сотира (1172 м). Південні й південно-східні схили пологі, лісисті, поступово знижуються у бік глибокої улоговини верхів'їв Великого каньйону Криму.
За однією з версій, назва масиву походить від давньоіранського пойка — «луг», «пасовище», або він кримськотатарського буюк-кая, крим. Büyük Qaya — «велика скеля».
На одній з вершин масиву Бойка не раніше VIII століття був споруджений православний храм Спасителя (або Сотира — грец. Σωτήρ), навколо якого існувало поселення. І храм, і поселення було зруйновано в XV столітті, проте назва храму знайшла своє відображення в імені найвищої вершини Бойкинського масиву — гори Сотира (1172 м).
Територія південних схилів гірського масиву Бойка входить до складу ландшафтного заказника Великий каньйон Криму.